# Acacia siculiformis
Acacia siculiformis é uma espécie de leguminosa do gênero Acacia, pertencente à família Fabaceae.